# ورزشگاه فلامینیو
 ورزشگاه فلامینیو  (به ایتالیایی: Stadio Flaminio) ورزشگاهی در شهر رم در کشور ایتالیا است.
بازی‌های خانگی تیم ملی راگبی ایتالیا در این ورزشگاه برگزار می‌شود.